# Marco Frigo
Marco Frigo (ur. 2 marca 2000 w Bassano del Grappa) – włoski kolarz szosowy. 

## Osiągnięcia
Opracowano na podstawie:

2019
- 1. miejsce w mistrzostwach Włoch do lat 23 (start wspólny)

2021
- 2. miejsce w mistrzostwach Włoch do lat 23 (jazda indywidualna na czas)

2022
- 2. miejsce w Trofeo Piva
- 1. miejsce na 4. etapie Circuit des Ardennes

2025
- 1. miejsce na 3. etapie Tour of the Alps

## Rankingi
| Rok             | 2019 | 2020  | 2021  | 2022 | 2023 | 2024 |
| --------------- | ---- | ----- | ----- | ---- | ---- | ---- |
| World Ranking   | 885. | 1668. | 1390. | 984. | 372. | 396. |
| UCI Europe Tour | 644. | 1240. | 989.  | 717. | -    | -    |
|                 |      |       |       |      |      |      |
| Źródło: UCI     |      |       |       |      |      |      |